# Codăești (gmina)
Codăești – gmina w Rumunii, w okręgu Vaslui. Obejmuje miejscowości Codăești, Ghergheleu, Pribești i Rediu Galian. W 2011 roku liczyła 4362 mieszkańców.